# 赤経

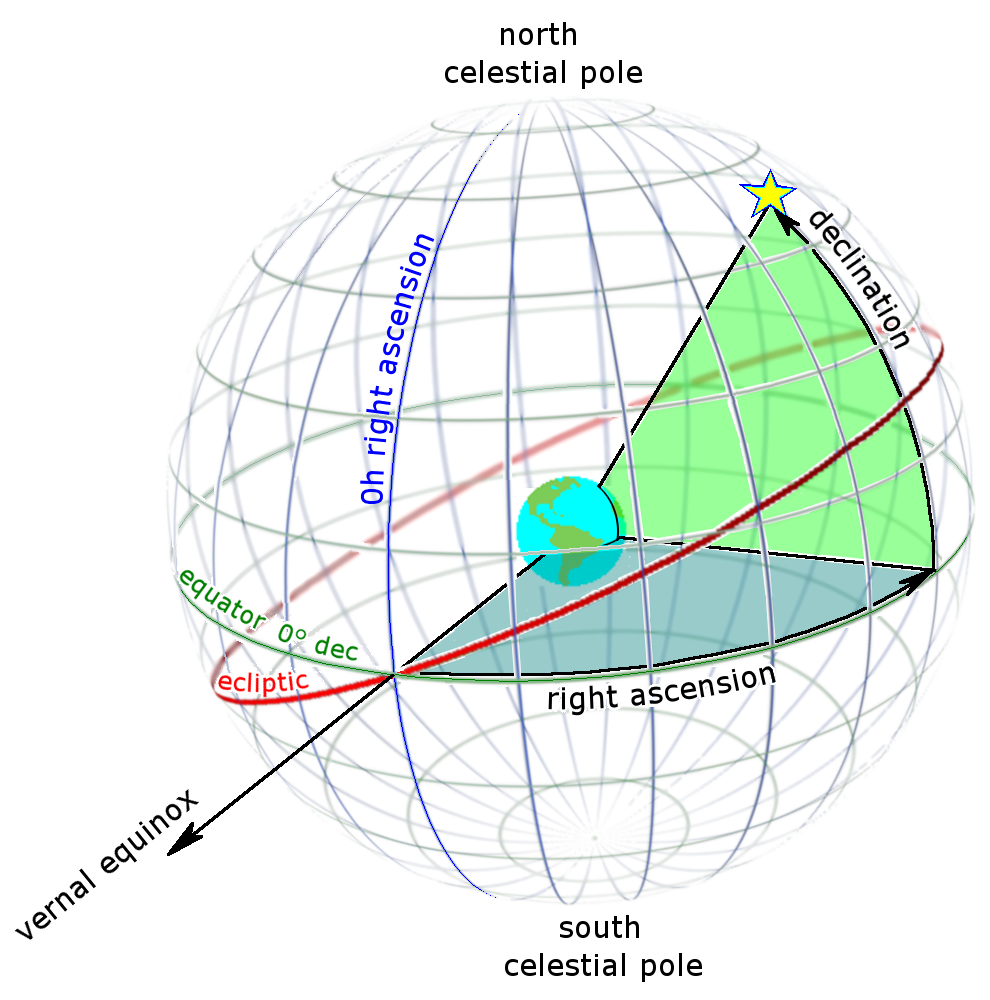
right ascension：赤経
declination：赤緯
vernal equinox：春分点

赤経（せきけい/せっけい、英語: right ascension）は、天体の位置を表す値。RA、αと略して表記される。通常、赤緯と合わせて使われる。

## 概要
まず、天の北極、天の南極、天の赤道を決める（赤緯の項目を参照）。恒星の赤経・赤緯は変わらないが、太陽や他の惑星などは、天球上で位置を変えるので、赤緯の値も変わる。
太陽は、地球の北半球では夏の間は天の赤道よりも北に位置し、赤緯は+の値になる。冬の間、太陽は天の赤道よりも南に位置し、赤緯は-の値となる。そしてちょうど春分の日と秋分の日に、太陽の赤緯は0になる。
春分の日、ちょうど太陽の赤緯が0になった瞬間の天球上での太陽の位置を、赤経0と定める。
この地点はちょうど天の赤道上にある。天の赤道を24分割し、春分点を0時、以後、東周りに1時、2時（あるいは、0時間、1時間、2時間）と数えていく。他言語に合わせるため、通常は0h,1h,2hと書く。1周するとちょうど24時になる。赤経1時=15°になる。さらにこの1時を60分割したものを1分、1分を60分割したものを1秒と書く。この「1分」「1秒」は、通常の角度の1分、1秒と、全く同じ綴りで書かれながら、全く異なる角度であることに注意する必要がある。赤経1分=角度15分になる。
この書き方では、たとえば、赤経23h58m20sというような書き方になる。日本語で「分」「秒」と書くと、「'」、「"」と誤るので、通常はm,sで書く。
この赤経と赤緯を組み合わせれば、天球上でのどの位置も表すことができる。
ただし、基準となる春分の日の太陽の位置は、少しずつずれる。これは地球の歳差運動によるものである。したがって、数十年前、数百年前の観測結果と比較する場合は、補正が必要なことがある。これによる変化は、1年で角度で約50秒。なお、天の北極、天の南極の位置も同時に同じ角度だけ変化し続けている。
赤経は、考え方は経度に似ているが、表し方が全く違うことに注意する必要がある。また、時間や、異なる同じ名前の角度の単位と混同しないよう、さらに注意する必要がある。表し方や単位名が時間や角度と同じで異なるものを表すという現象は、日本語以外の言語でも生じる。

## IAU2006歳差章動理論
従来は、赤経の基準は前述のとおり春分点、すなわち天の赤道と黄道が交わる点を赤経0hおよび黄経0°と定めていたが、これは赤道座標系は黄道を定めなければ自分自身では基準（赤経0h）が定められないことを意味する。
この問題に対し、国際天文学連合は「IAU2006歳差章動理論」により、ICRS（国際天文基準座標系、International Celestial Reference System）を導入して黄道がなくとも赤経を定められるようにした。ICRSは、はるか遠方の電波天体（主にクエーサー）によって定められる。この定義の変更は2009年1月1日より適用され、新理論による各天体の視黄経は旧理論より常に50ミリ秒角大きい（例えば二十四節気が時間にして1.2秒早まる）。